# Каюмов, Фаннур Фаритович
Фаннур Фаритович Каюмов (тат. Фанур Фәрит улы Каюмов; род. 14 июня 1999, Шемордан, Татарстан) — профессиональный российский волейболист, центральный блокирующий волейбольного клуба «Динамо» (Москва), чемпион Европы U20 (2018), чемпион России в высшей лиги «А» (2022).

## Биография
Фаннур Фаритович Каюмов родился 14 июня 1999 года в посёлке Шемордан Сабинского района Татарстана. Там же в 13 лет начал заниматься волейболом у тренера Ильназа Ханифовича Хуснутдинова.
В 16 лет дебютировал в составе команды «ИжГТУ-Динамо» (Ижевск), выступающей в Высшей лиге «Б», цвета которой защищал в течение двух сезонов.
В 2017 году перешёл в молодёжку «Новы» из Новокуйбышевска. В первый же год стал лучшим блокирующим Молодёжной лиги, бронзовым призёром чемпионата и Кубка Молодёжной лиги.
В 2018 году с юниорской сборной России выиграл чемпионат Европы.
В 2022 году помог команде «Нова» завоевать золото Высшей лиги «А» и вернуться в Суперлигу.
В 2022 году перешёл в команду «Динамо-ЛО».
С 2024 года выступает за московское «Динамо».

### Клубы
| Годы       | Клубы             |
| ---------- | ----------------- |
| 2018—2022  | «Нова»            |
| 2022—2024  | «Динамо-ЛО»       |
| 2024—н. в. | «Динамо» (Москва) |

## Спортивные достижения

### В юниорской сборной России
- Чемпион Европы U20 (2018)

### В клубной карьере
- Чемпион России в высшей лиги «А» (2022)

## Личная жизнь
Семейное положение: Женат.